# Суассонская область
Суассо́нская область (лат. Regnum Suessonense; Государство Сиа́грия, лат. Regnum Syagrii; Галло-римский доме́н, фр. Domaine gallo-romain); Римское королевство — римская провинция на севере Галлии, возникшая около 459 года по распоряжению западноримского императора Майориана. Вскоре после административного образования провинции она утратила связь со столицей, поскольку все промежуточные территории оказались захваченны германцами.
Тем не менее, местный римский наместник Сиагрий оказывал успешное сопротивление экспансии германцев в 464—486 годах. Однако в 486 году он потерпел поражение от франков в Суассонской битве.
На месте провинции возникло раннесредневековое германское государственное образование, населённое, впрочем, в основном романским населением, известное также как Суассонское королевство, ставшее предшественником Нейстрии. Существовало с 486 до 584 года. Столицей области был город Суассон.

## География
Между Северным морем, Соммой, Маасом, Луарой и Арморикой варваров было немного (за исключением тех, кто входил в состав наёмных ополчений), и именно эти земли находились во власти наместника Эгидия, не признававшего императорской власти после смерти императора Майориана.
Суассонское королевство, являясь римским анклавом, было окружено варварскими королевствами: на западе — Арморикой, наводнённой бриттскими беженцами, вытесненными из-за моря англосаксами, на юге — королевством вестготов (потеря Оверни после бегства Экдиция в 475 году), на северо-востоке — Франкским королевством двигавшихся с низовьев Рейна франков, королевством бургундов на юго-востоке и королевством алеманнов, перешедших Рейн, к востоку.
В состав государства вошли остатки провинций Галльского диоцеза: Gallia Lugdunensis II, Gallia Lugdunensis III, Gallia Lugdunensis IV, Belgica II.
Таким образом, власть правителя Суассонского королевства распространялась на земли вокруг городов Noviomagus Veromanduorum, Augustomagus и Augusta Suessionum, охватывая современные регионы Верхняя и Нижняя Нормандия, Иль-де-Франс, Центр, Шампань — Арденны, и частично: Бургундия, Земли Луары, Пикардия и Нор — Па-де-Кале.

## История

### В составе Западно-Римской империи

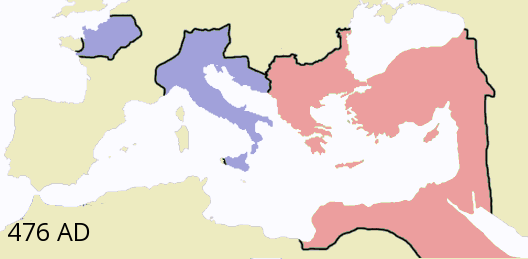
Королевство Сиагрия (Северо-запад) в составе Западной Империи (голубой цвет)

«Галло-романский Домен» возник в правлении западного императора Майориана, который назначил Эгидия Афрания Сиагрия, выходца из знатной римской семьи в Восточной Галлии, магистром армии в префектуре Галлии.
Майориан, вступив в 457 году на престол и упрочив своё положение в столице, первой задачей поставил преодоление раскола между провинциальной галло-римской и столичной римской аристократией, который до крайности усугубило убийство Авита, выходца из Галлии. Когда новость о низложении императора Авита добралась до Галлии, та отказалась признавать Майориана в качестве законного преемника..
В 458 Майориан, оставив Рицимера в Италии, отправился во главе войска, состоявшего, в большинстве своём, из варваров, в Галлию вместе с двумя magister militum — Эгидием и Непоцианом. Императорская армия разгромила вестготов во главе с королём Теодорихом II в битве при Арелате, король был вынужден бежать. Римляне, воспользовавшись победой, навязали готам новый договор: тем пришлось отказаться от Септимании и обширных завоевания в Испании, отвести войска к западу от Аквитании и вернуться к статусу федератов. Майориан вслед за этой победой назначил новым magister militum per Gallias Эгидия.
Оставшиеся от римских владений за Альпами земли на северо-западе Галлии с Италией и с основной территорией Империи соединяла узкая полоса римских владений в Оверни, Провансе и Лангедоке. К концу правления Майориана этот коридор был захвачен германскими племенами — бургундами, завладевшими Сапаудией и долиной Роны, и вестготами, захватившими Овернь с богатейшим Арелатом — которые, таким образом, отрезали Эгидия и его граждан от империи.
Смерть Майориана развязала руки Теодориха. Так как новый император, ставленник Рицимера Либий Север, не был признан римским полководцем в Северной Галлии Эгидием, он обратился к Теодориху. Король вестготов в 462 году под предлогом оказания помощи Либию Северу завладел городом Нарбонной, который он столь давно хотел присоединить к своим владениям. Агриппин, предшественник Эгидия на посту полководца Галлии, сдал Нарбонну Теодориху, чтобы получить поддержку готов.
Отступив за Луару, преследуемый братом Теодориха Фридерихом Эгидий воспользовался помощью союзника, Хильдерика, турнейского короля салических франков, который в 463 году сражался против вестготов на стороне Эгидия под Орлеаном (в той битве римляне одержали победу, и именно в связи с этими событиями анналы впервые упоминают короля Хильдерика). Согласно Григорию Турскому, Эгидий даже управлял некоторое время франками после изгнания Хильдерика, лишившегося власти из-за распущенности, но Хильдерик позднее вернулся из ссылки.
Галльский правитель после сражения под Орлеаном (в котором погиб Фридерих), усилившись отрядами франков и аланов, отбросил готов за Луару, а вскоре вступил в переговоры с королём вандалов (Идаций 224); вероятно, планируя одновременное нападение на Италию и на королевство вестготов.
В 464 же году после сражения с саксами военачальник Эгидий умер от чумы. Также, по предположениям, он мог быть убит по приказу одного из врагов короля Хильдерика. Его преемник комит Павел также погиб, отражая нападение саксов под предводительством племенного вождя Адовакрия на город Анжер. Власть Эгидия унаследовал его сын Афраний Сиагрий. Сиагрий, оставшийся последним представителем Империи на Западе, именовался титулом Dux (провинциальный военачальник), но соседние германские племена называли его «королём римлян» (отсюда одно из названий его анклава). В 476 году Сиагрий, властвовавший в Суассонской области, не признал верховной власти Одоакра, который свергнул последнего императора Запада.

### Независимая территория
Хотя и Сиагрий, полагавший, что его «государство», сохранив римскую структуру, могло бы явиться законным преемником Западной империи, и Одоакр, направили послов ко двору императора Восточной Римской империи, император Зенон признал легитимной власть Одоакра над Западом, оставив без внимания просьбу Сиагрия. Государство в междуречье Луары и Соммы порвало все связи с Италией и не имело дальнейших контактов с Восточной Римской империей, хотя даже после 476 года Сиагрий продолжал утверждать, что он лишь управляет римской провинцией, хотя салические франки расторгли договор и прекратили выполнять федератские обязательства.
Король турнейских франков — одного из салических племён — Хильдерик I умер в 481 г., и ему наследовал его сын от брака с Базиной Хлодвиг. 19-летний Хлодвиг в союзе со своим родственником, камбрейским королём Рагнахаром, выступил против последнего римского наместника Галлии и разгромил его войско в битве при Суассоне в 486 году; эта победа упоминается многими как величайшая из побед Хлодвига. Завоевание страны не было затруднительно, так как без поддержки романо-галльской армии, частью погибшей, частью рассеянной при Суассоне (хотя часть отрядов отбивалась несколько лет), и бегства Сиагрия население не препятствовало утверждению франков — формально франкский вождь-союзник восточного императора был легитимнее «короля» Сиагрия, единственным реальным подтверждением законности власти которого была армия, хотя немалую роль сыграло и то, что после битвы при Суассоне и бегства Сиагрия ни у одного полководца или чиновника не было ни авторитета, ни возможностей превратить несколько разрозненных оплотов галло-римлян в единое сопротивление франкам. Города капитулировали один за другим и переходили на сторону победителя, который получил возможность наделить своих дружинников землёй, не стесняя высшие классы романского населения.
Сиагрий бежал в Тулузу к королю вестготов Алариху II, но Хлодвиг под угрозой объявления войны потребовал его выдачи. Сиагрий был закован, передан франкским посланцам и затем заколот мечом в 486/7.

Суассонское королевство (красный), оставшаяся часть Римской империи в Галлии, в окружении вновь созданных германских королевств (жёлтый: Франкские земли; Зелёный: Алемания; Голубой: Бургундия, Фиолетовый: Вестготская Аквитания) и кельтской Арморикой (коричневый).

### Суассонское королевство
Хлодвиг управлял франками до своей смерти в 511 году. Когда он умер, франкское королевство было разделено между его четырьмя взрослыми сыновьями таким образом, чтобы каждому досталась примерно равная часть фиска. Хлотарь I получил Суассонскую область, которой ранее правил Сиагрий (сам Хлотарь родился в Суассоне через десять лет после смерти Сиагрия). Благодаря умелой дипломатии, постоянным войнам и убийствам родственников, Хлотарь стал королём всей Галлии к 555 году.
Когда в 561 году Хлотарь умер, франкское государство вновь было разделено: на три царства, по одному для каждого сына. Западное королевство Нейстрия по-прежнему управлялось из Суассона, пока все франки не были вновь объединены нейстрийским королём Хлотарем II в 613 году. За исключением периода 639—673 годов, когда произошло разделение Нейстрии и Австразии, франкское государство оставалось единым до Верденского договора в 843 году.

## Армия
Когда Эгидий был назначен магистром армии в Галлии императором Майорианом, он подчинил себе остатки римских войск в Галлии. Согласно Приску, Эгидий и Сиагрий командовали «значительными силами». В какой-то момент Эгидий и/или Сиагрий даже угрожали правителям Западной Римской империи вторжением в Италию, если империя не удовлетворит их просьбы. Их армии также оказывали активное сопротивление растущей силе вестготского королевства, расположенному к югу от Суассона. Тем не менее, нет никаких конкретных цифр, которые позволили бы объективно оценить общую численность армии последних наместников римской Галлии.
В IV и V веках область от Суассона до Реймса являлась важным военным центром; там находились также мастерские по производству оружия. В Реймсе ещё в V веке в государственной мануфактуре по изготовлению оружия работали «barbaricarii» сирийского происхождения, занимавшиеся изготовлением дамасских и инкрустированных мечей. Производство оружия продолжалось в V веке и тогда, когда римская армия в Северной Галлии под командованием Эгидия и Сиагрия противостояла центральному правительству в Италии и была отрезана от Италии из-за расширения господства вестготов в Южной Галлии.

## Правители
Правители Суассонской области:
- Эгидий (457—464/465)
- Павел (464/465—469/470)
- Сиагрий, сын Эгидия (469/470—486)